# (117193) 2004 RY151
(117193) 2004 RY151 es un asteroide perteneciente al cinturón de asteroides, descubierto el 9 de septiembre de 2004 por el equipo del Lincoln Near-Earth Asteroid Research desde el Laboratorio Lincoln, Socorro, Nuevo México.

## Designación y nombre
Designado provisionalmente como 2004 RY151.

## Características orbitales
2004 RY151 está situado a una distancia media del Sol de 2,620 ua, pudiendo alejarse hasta 3,273 ua y acercarse hasta 1,967 ua. Su excentricidad es 0,249 y la inclinación orbital 6,870 grados. Emplea 1548,96 días en completar una órbita alrededor del Sol.

## Características físicas
La magnitud absoluta de 2004 RY151 es 15,65.